# CHUWI
CHUWI（ツーウェイ、馳為、簡体字中国語: 驰为创新科技（深圳）有限公司）は、中華人民共和国深圳市に本社を置く電子機器メーカーである。主にノートパソコン、タブレット端末、ミニPCを扱っている。

## 概要
2004年に、「毎日に小さな変化を、世界に大きなテクノロジーを」をコンセプトとして、中華人民共和国深圳市に設立された家電メーカー。製品の安さを売り物にしている。そのため故障や不具合に関する問題も散見されるようで、日本では徳島県教育委員会が購入し県立高校へ導入したタブレット端末が利用開始3年目で問題になった。
これまで、「ハイテク＆スマートライフ」という企業理念を掲げ、2010年に、当時から世界トップ500企業に入るファーウェイ、Googleと戦略的パートナーシップを締結し、急成長を遂げた。設立当初はMP3やMP4を提供していたが、今では、デジタル製品の研究開発、製造、販売、サービスを専門とする統合ブランドとなった。
製品はヨーロッパ諸国やアメリカを中心とした80以上の国と地域に輸入されている。海外ユーザーは8,000万人を超えていて、現在、従業員数は200人近くに達し、年間出荷台数は120万台を超え、年間売上高は9億元を超える大企業となった。

## 歴史
- 2004年
  - 9月 - 中国深圳市に設立。MP4製品の提供を開始した。
- 2010年
  - [いつ?] - メディアテック、ファーウェイ、Googleとパートナーシップを締結。
- 2013年
  - [いつ?] - マイクロソフト、インテルとビジネス関係を構築。販売代理店の募集を開始。
- 2015年
  - 5月 - 2015年中国卓球スーパーリーグのスポンサーになった。
  - 9月 - 海外市場に参入するため、Amazon、AliexpressやeBayチームを設立。またアメリカ合衆国で倉庫を開設。

## 製品

### ノートパソコン
- LapBookPlus
- Corebook[2]

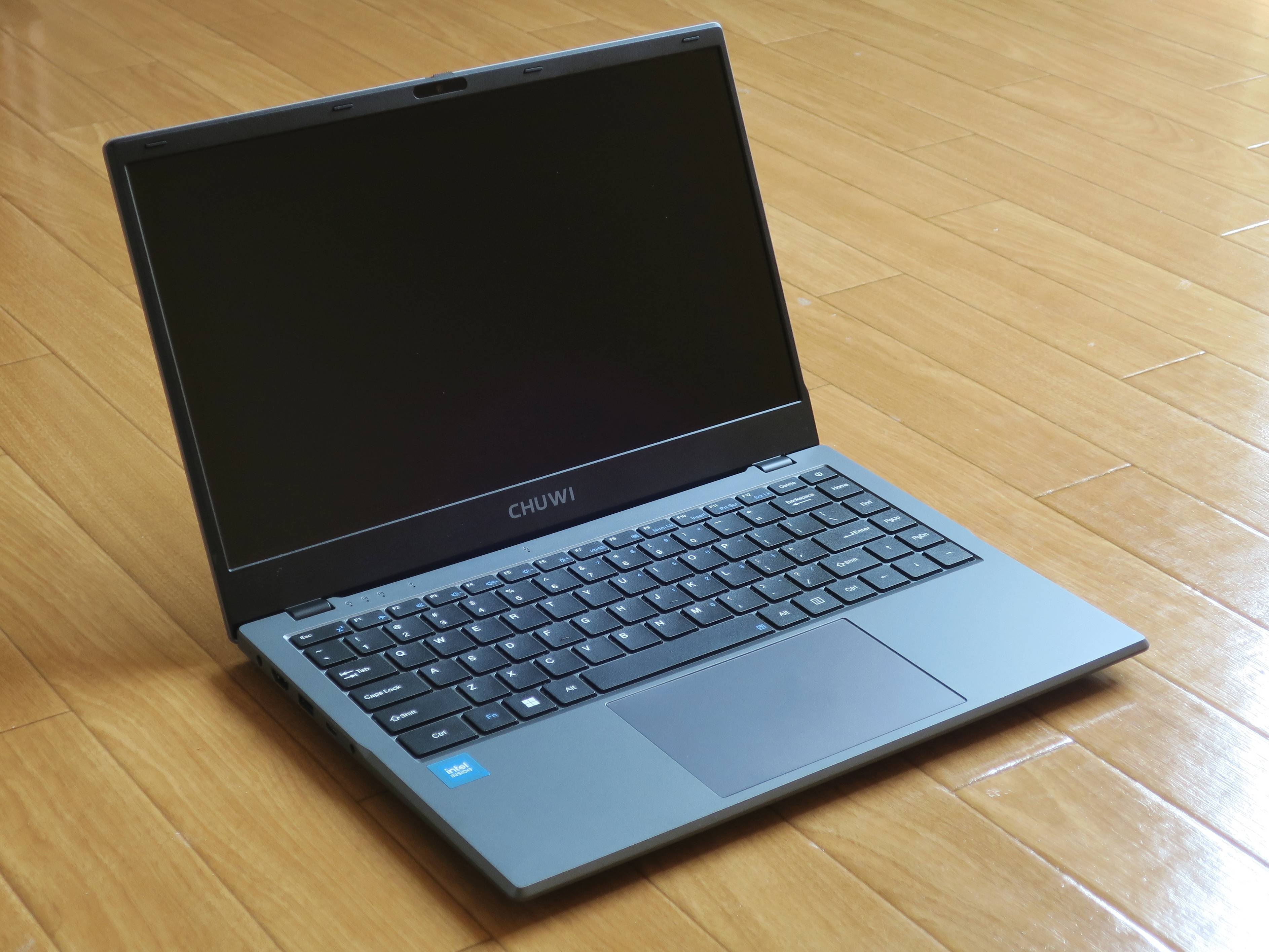
CHUWIの14インチノートパソコン「GemiBook Xpro」。CPUにIntel N100 (Alder Lake-N) を採用する。

- FreeBook - 360 Touchscreen
- GemiBook
- MiniBook
- AeroBook

### タブレット
- Hi10 X
- Ubook Pro 8100Y
- Ubook Pro N4100

### ミニPC
- CoreBox
- HeroBox
- GBox Pro
- HiGame
- RZBox

## 報道

### 一部PCが技適未取得で総務省が行政指導
2023年4月12日、総務省はノートPCやタブレットなどを取り扱うツーウェイ(CHUWI)・イノヴェーション・テクノロジー株式会社に行政指導を行なったと発表した。CHUWIブランドで販売している製品の一部において、5GHz帯の技術基準適合証明(技適)を受けていないものがあることが判明したため。
該当製品は、2017年式「Hi13(CWI534)」、2019年式「UBook(CWI509)」、「UBook Pro(CWI535)」、「MiniBook(CWI526)」、2020年式「Hi10 X(CWI529)」の5機種。技術基準の適合表示について紛らわしい状態で販売していたとしている。該当製品に関してはソフトウェアのアップデートで対応する見込み。ユーザーに対しては、アップデートを適用するまでは2.4GHz帯のみ使用するよう呼びかけていた。
14日、CHUWIは、同社製ノート/着脱式2in1など一部製品がWi-Fiの5GHz帯に関する技適未取得の件についてお詫びを発表した。ことの経緯は、認証を提供する会社から「5GHz帯のチャンネル認証は踏襲可能」、「5GHz帯のチャンネル認証は不要、2.4GHz帯のみMIC認証を取得すればよい」といった提案があったため、未取得のままだったとしている。
CHUWIは行政指導に従い、上記5製品の技適取得手続きを開始しており、4月30日までに取得を完了する見込みだとした。加えて、問題の深刻さを認識して深く反省し、今後同様のことが発生しないよう十分留意するとしている。

### 学習用タブレットの故障多発
2023年10月4日、徳島県教育委員会は、県立高校等で使用している「1人1台端末」のタブレット全16,500台のうち2割近くに相当する2,859台がバッテリの熱膨張等で使用できなくなっていると明らかにした。このタブレットはCHUWI製 UBookであるが、不良は認められず学校での保管環境に問題があったのではないかと指摘されている。
10月26日の時点では修理の目処が立っておらず、端末を共有したり個人所有の端末を使用しているという。さらに故障は短期間で大幅に増え、12月11日時点で4834台に達し、納入業者により無償で代替機3500台が用意された。その後もバッテリ不良は増え続け、導入した端末全体の約66%、１万台を超えた。
2024年3月、県教育長が責任を取り辞表を提出した。